# 近革叶假糙苏
近革叶假糙苏（学名：[Paraphlomis subcoriacea] 错误：{{Lang}}：文本有斜体标记（帮助）），为唇形科假糙苏属下的一个植物种。